# Георг Жорж Станковић
Георг Станковић звани Жорж (1947 — 1. октобар 1993) је био српски боксер, познати београдски гангстер старије генерације.

## Биографија
Георг Жорж Станковић, одрастао је на Новом Београду, легендарни боксер, члан старе гарде и заговорник уличног фер-плеја, поседовао је невероватну физичку и менталну енергију. Шест година је боксовао за Боксерски клуб Црвена звезда, а три пута је био вицешампион СФРЈ. Станковић је био веома успешан боксер и извесно време провео је у иностранству. Касније је био разочаран у спорт: Говорио је „Бивши спортисти умиру као сиромашни алкохоличари” и окренуо се послу.
Три године је радио као таксиста са полазном станицом на аеродрому Сурчин. Међутим, то место га није задржало, па је у Инђији отворио кафе-бар са дискотеком. Убрзо након тога, Георге је започео посао са аутоматима за игре на срећу. Био је представник компанија „Фила” и „Рибок” за бившу Југославију. Био је власник седам радњи у Београду, имао је радње и у Бечу, Линцу, Братислави и Прагу. Пре смрти, склапао је послове у Румунији и Русији и намеравао је да тамо отвори и салоне са аутоматима и билијар салонима.
Испред тржног центра „Меркатор” на Булевару Лењина на Новом Београду 1. октобра 1993. године убијен је Георг Жорж Станковић, власник неколико локала с билијар клубовима и покер апаратима. Непознати убица користио је пригушивач звука, скривен иза зида кафића, сачекао је да жртве уђу у аутомобил, притрчао је аутомобилу и из хакера испалио 30 метака у Жоржа и његовог пријатеља. Према тадашњем писању медијима, млади нападач је чекао да Жорж и његов пријатељ уђу у аутомобил, а затим им је пришао с леђа и у њих испалио 30 метака, од којих је 20 завршило у Жоржовом телу. Медији су били преплављени написима о њему, најчешће са насловима „Оно што нису могли у рингу, урадили су на улици с леђа”. У београдском подземљу сматрало се да је ово убиство освета Миливоја Матовића званог „Миша Кобра” Жоржовом сину Божидару Батици Станковићу за убиство његовог брата, или са активностима Звездарског клана на челу са Средојем Шљукићем Шљуком, а по налогу Државне безбедности. Његова смрт и дан-данас је мистерија.